# Vícedotykové ovládání

Ovládání displeje třemi prsty

Vícedotykové ovládání (anglicky multi-touch) je technologie pro ovládání elektronického zařízení s dotykovou obrazovkou pomocí dotyků více prstů najednou. Například klasický touchpad u většiny notebooků je schopen vnímat pouze jeden položený prst, zatímco modernější zařízení, jako některé tablety nebo mobilní telefony, umí zpracovat více dotyků najednou.